# لسعد لشعل
لسعد لشعل (تونس العاصمة, 20 أكتوبر 1961) هو وزير الفلاحة في حكومة مهدي جمعة التونسية التي أعلن عن تشكيلها في 26 يناير 2014.

## المسار المهني
تقلد لسعد لشعل العديد المناصب في دولة التونسية من أهمها :
- 2010 : خبير، إدارة المعرفة وتنمية القدرات، المعهد الإفريقي للتنمية.
- 2008 : مكلف بالتكوين، المعهد الأفريقي المتعدد الاطراف، شراكة بين البنك الأفريقي للتنمية، البنك العالمي وصندوق النقد الدولي.
- 2005 : خبير اقتصاد سامي: قسم البحوث بمجمع البنك الأفريقي للتنمية.
- 1999 : مدير مخبر الاقتصاد الريفي بالمعهد الوطني للبحوث الفلاحية بتونس.
- 1998: باحث زائر بمعهد البحوث في السياسات الغذائية والزراعية بالولايات المتحدة الأمريكية.
- 1996 : أستاذ باحث بالمعهد الوطني للبحوث الفلاحية بتونس
- 1989 : معهد البحوث في السياسات الغذائية والفلاحية، كولومبيا، الولايات المتحدة الأمريكية.
- 1986:مهندس اقتصاد، ديوان الأراضي الدولية، وزارة الفلاحة التونسية.

## التكويــن الأكاديمي
- 2013 ـ شهادة: الابتكار من أجل التنمية الاقتصادية، معهد كيندي هارفرد، الولايات المتحدة الأمريكية.
- 1994 ـ دكتوراه دولة: اقتصاد فلاحي، كولومبيا، الولايات المتحدة الأمريكية.
- 1993 -شهادة اختصاص: التنمية الدولية، الولايات المتحدة الأمريكية.
- 1993 ـ ماجستير في الاقتصاد: كولومبيا، الولايات المتحدة الأمريكية.
- 1991 ـ ماجستير في العلوم: السياسات الفلاحية، كولومبيا، الولايات المتحدة الأمريكية.
- 1985-شهادة مهندس، المعهد الوطني للعلوم الفلاحية بتونس

## الحياة الشخصية
متزوج وأب لطفلين